# Pašijové hry velikonoční
Pašijové hry velikonoční je album a rocková opera české undergroundové skupiny The Plastic People of the Universe, nahrané na Hrádečku, v domě Václava Havla v květnu roku 1978. Poprvé album vyšlo v roce 1980 u Boží Mlýn Productions v Kanadě. V Česku vyšlo až v roce 1997.

## Seznam skladeb
1. Exodus 12
2. Nebo jití jest Hospodinovo
3. Kázání na hoře
4. Nepotřebujeme krále
5. Čist jsem od krve
6. Zhřešil jsem
7. Trojjediná
8. Otče
9. Noc temná

### Autoři skladeb
- Hudba: Milan Hlavsa
- Texty: Vratislav Brabenec na základě Starého a Nového zákona (1-8), Pavel Zajíček (9)

## Sestava
- Milan Hlavsa – baskytara (2-6, 8-9), sbor
- Vratislav Brabenec – altsaxofon a sopránsaxofon (3-4, 6-9), zpěv (2, 5), sbor
- Josef Janíček – klavifon (2-9), zpěv (6), sbor
- Jiří Kabeš – viola (2-9), sbor
- Jan Brabec – bicí a perkuse (2-9), sbor
- Pavel Zajíček – zpěv (1, 4, 7-9), sbor
- Jaroslav Unger – zpěv (3, 7), kladivo (6, 7), tamburína, sbor
- Ladislav Leština – housle (2-9), sbor
- Ivan Bierhanzl – kontrabas (2, 6), sbor
- Jan Schneider – perkuse, zpěv (7), sbor